# 聖マリア病院
聖マリア病院（せいマリアびょういん）は、福岡県久留米市にある医療機関。久留米大学病院と共に久留米市で災害拠点病院の認定を受け、許可病床数1000床を超える民間病院としては巨大な病院である。

## 沿革
- 1948年：井手医院開設[2]。
- 1952年：医療法人雪ノ聖母会設立。
- 1953年：聖マリア病院開設。
- 1964年：救急指定病院に認定。
- 1980年：産科・新生児救急の聖マリア病院総合母子センターを配備。
- 2006年：感染症病棟を新設。福岡県救急救命センターに認定。
- 2009年：社会医療法人化。
- 2012年：19階建て高さ76.5 mのタワー棟が完成。
- 2015年：腎移植を開始[3]

## 指定
- 保険医療機関
- 労災保険指定医療機関
- 指定自立支援医療機関（更生・育成・精神）
- 身体障害者福祉法指定医の配置されている医療機関
- 精神保健指定医の配置されている医療機関
- 地域医療支援病院
- がん診療連携拠点病院
- 福岡県災害拠点病院
- 救命救急センター
- 福岡県DMAT
- 臨床研修指定病院
- エイズ治療拠点病院
- 第二種感染症指定医療機関
- 福岡県肝疾患専門医療機関

## 診療科

### 診療統括部門1（生活習慣病・長期療養）
- 糖尿病内分泌内科
- リウマチ膠原病内科
- 腎臓内科
- 眼科
- 生活習慣病科
- 歯科・口腔外科
- 精神科

### 診療統括部門2（周産期）
- 産科
- 新生児科
- 小児科
- 小児外科
- 小児歯科
- 矯正歯科

### 診療統括部門3（救急）
- 救急科
- 集中治療科
- 脳血管内科
- 脳神経外科
- 脳血管治療科
- 神経内科
- 形成外科
- 整形外科
- 感染症科
- 循環器内科
- 心臓血管外科
- 小児循環器内科
- 総合診療科
- リハビリテーション科

### 診療統括部門4（中央診療）
- 麻酔科
- 病理診断科
- 輸血科
- 放射線科

### 診療統括部門5（腫瘍）
- 呼吸器内科
- 呼吸器外科
- 気胸センター
- 消化器内科
- 外科
- 乳腺外科
- 移植外科
- 血液内科
- 皮膚科
- 泌尿器科
- 婦人科
- 耳鼻咽喉科
- 緩和ケアチーム

## 交通アクセス

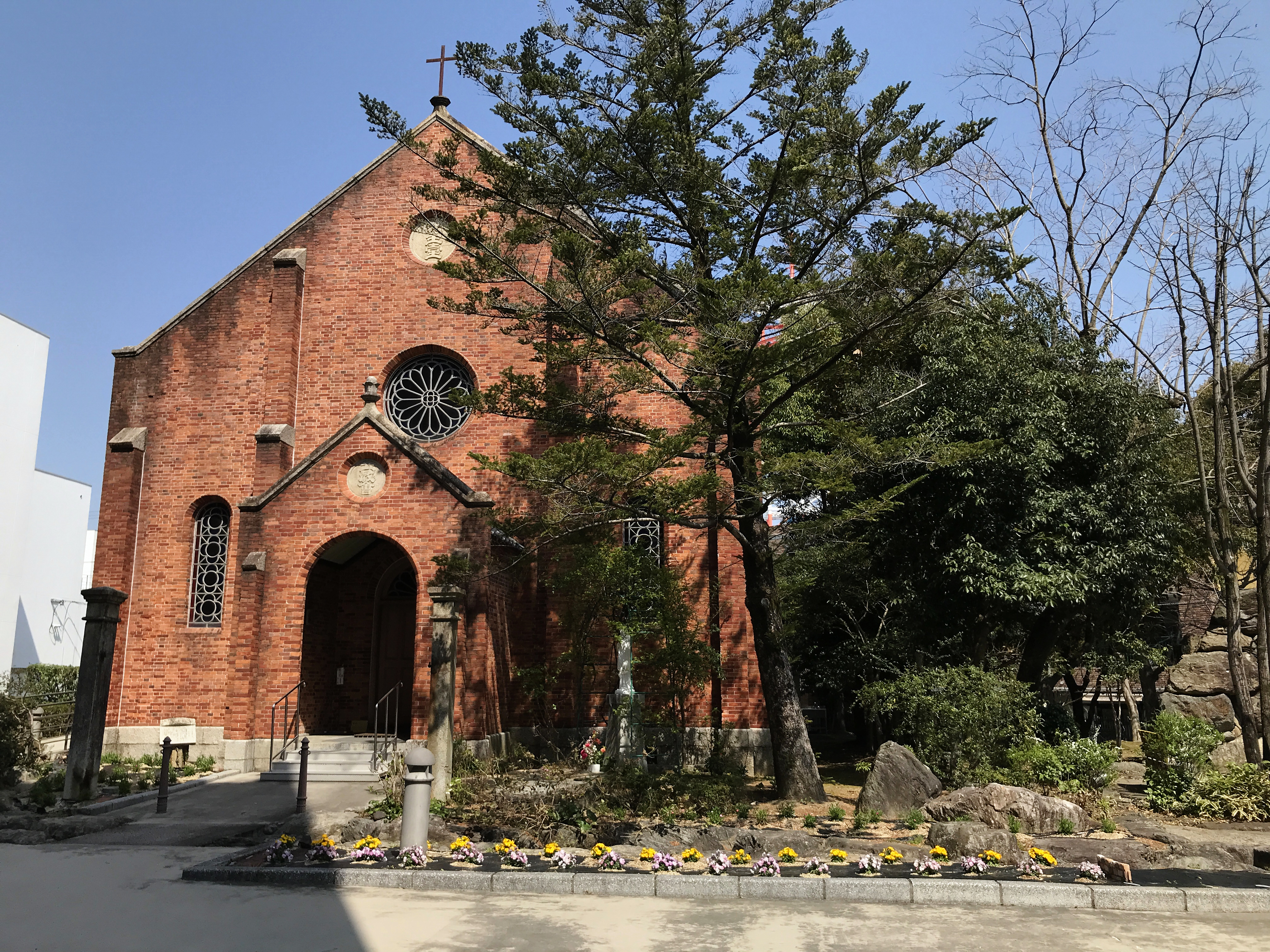
雪の聖母聖堂（久留米市指定有形文化財）

- 西日本鉄道天神大牟田線聖マリア病院前駅より徒歩5分
- JR久留米駅より車で10分
- 西鉄久留米駅より車で5分
- 西鉄久留米駅・JR久留米駅・羽犬塚駅・筑後船小屋駅より西鉄バス50番・53番系統で聖マリア病院前下車